# Мирненский сельский совет (Ореховский район)
Мирненский сельский совет (укр. Мирненська сільська рада) — входит в состав
Ореховского района
Запорожской области
Украины.
Административный центр сельского совета находится в 
с. Мирное.

## История
- 1928 — дата образования.

## Населённые пункты совета
- с. Мирное